# White Deer Hole Creek
 (novembre 2018).
Le White Deer Hole Creek est un affluent de 33 km de long de la West Branch Susquehanna River (en) dans les comtés de Clinton, Lycoming et d'Union, dans l'état américain de Pennsylvanie, aux États-Unis.
Une partie du bassin versant de la baie de Chesapeake, le White Deer Hole Creek a lui-même un bassin couvrant 10 cantons.